# 魔剣少女エンヴィー 〜Blade of Latens・炎の継承者〜
『魔剣少女エンヴィー 〜Blade of Latens・炎の継承者〜』（まけんしょうじょエンヴィー ブレード オブ レイテンス・ほのおのけいしょうしゃ）は、ZyXより2008年1月31日に発売されたPC用アダルトゲーム。
潜在力を具現化させた魔剣を振う少女エンヴィーが繰り広げる、魔法学園ものと冒険ものを合わせた、クォータービューのファンタジーシミュレーションRPGである。

## あらすじ
小さい頃から炎の力を持つ少女エンヴィー。しかし、その力の正体は謎だった。やがてエンヴィーはお目付け役の少年ガイとともに国の最高学府として知られるリヒテンブルグ魔法学園に進学し、自身の力についての手がかりを探ることになった。2人は学友4人と共にパーティを結成し、様々な課外実習や、学生同士の勝負に挑んでいく。ところがパーティのメンバーは、独断行動癖を持つ自身も含め、何かとトラブルに巻き込まれやすい体質を持った問題児ばかりだった。彼女らの噂は学園じゅうに知れ渡り、高飛車なクラスメイトのエルフリーデからライバル宣言を受けるなど、トラブルだらけの学園生活が幕を開けた。エンヴィーたちは釈然としないものを感じながらもどうにか学園生活をこなしていたが、やがて学園中を巻き込む大事件に発展していく。

## システム
通常のアドベンチャーのパートとシミュレーションRPGのパートから構成される。キーボードの対応は一部の操作だけであり、いずれもマウスなどのポインティングデバイスが必須となる。
シミュレーションRPGでは、マップの升目としてスクエア（クォータービューなので平行四辺形）が使われている。各ユニットは移動力が高いほど1回に移動できるマス数が多くなり、行動力が高いほど行動順序が早く回ってくる。敵味方を含む各ユニットの行動順序は、顔アイコンとして最大6人分が表示される。ユニットとなるキャラクターには「無」、「地」、「水」、「火」、「風」、「雷」、「光」、「闇」、「霊」の属性があり、それぞれの相性によって攻撃・防御時に25%から150%まで効果が変動する。ただし魔法以外の物理攻撃は無属性として扱われる。状態異常としては毒がある。戦闘は途中で中止することもでき、そのマップを最初から再挑戦したり、降伏して負けたことにして話を進めることもできる。

## 登場人物
エンヴィー
声 - 金田まひる
炎の大剣『フレア』を持つが剣の扱いは上手くない。
性格は利己的で打算的、要するにちゃっかり者だが、それでいて負けず嫌い。いずれもトラブルに巻き込まれやすい生徒であるアリシア・ユーナ・リゼット・ルーディと共に、問題児の寄せ集めのようなパーティを組むことになってしまう。
アリシア
声 - 加乃みるく
エンヴィーのクラスメイト。お金持ちのお嬢様。
事あるごとに誘拐・陵辱されるが、救出される度に魔法で「無かったこと」にされているので、本人は純潔のつもりでいるという天然系キャラクター。
ユーナ
声 - むつき
エンヴィーのクラスメイト。種族はハーフワーキャット。
リゼット
声 - 緒田マリ
上級生であり、種族はエルフ。
ガイ
声 - 石川徹
エンヴィーの幼馴染の少年。
ルーディ
声 - 白銀一樹
聖人君子のような性格の少年。
エルフリーデ
声 - 民安ともえ
エンヴィーのクラスメイトで、彼女をライバル視している。
レティーシャ
声 - 三園あすか
ミステリアスなお色気教師。